# Nomada scita
Nomada scita är en biart som beskrevs av Cresson 1878. Nomada scita ingår i släktet gökbin, och familjen långtungebin. Inga underarter finns listade i Catalogue of Life.